# Кёхерман, Эрих
Э́рих Кёхерман (нем. Erich Köchermann, 21 мая 1904, Доммич, Германская империя — 21 июля 1964, Гамбург, ФРГ) — немецкий легкоатлет, выступавший в прыжках в длину. Участник летних Олимпийских игр 1928 и 1932 годов.

## Биография
Эрих Кёхерман родился 21 мая 1904 года в немецком городе Доммич.
Выступал в легкоатлетических соревнованиях за «Викторию» из Гамбурга. Четыре раза становился чемпионом Германии в прыжках в длину (1928—1930, 1932).
В 1928 году вошёл в состав сборной Германии на летних Олимпийских играх в Амстердаме. В прыжках в длину занял 5-е место, показав результат 7,35 метра и уступив 38 сантиметров победителю Эду Хэмму из США.
В 1932 году вошёл в состав сборной Германии на летних Олимпийских играх в Лос-Анджелесе. В прыжках в длину занял последнее, 11-е место, показав результат 5,75 метра и уступив 1,89 метра победителю Эду Гордону из США. Низкий результат Кёхермана связан с тем, что после первой попытки он получил травму.
Также занимался спортивной гимнастикой, был чемпионом Северной Германии в личном многоборье.
Занимался внешней торговлей, позже руководил крупной внешнеторговой компанией в Гамбурге.
Умер 21 июля 1964 года в Гамбурге.

## Личный рекорд
- Прыжки в длину — 7,64 (1928)[2]